# Soluzione finale della questione ebraica
La soluzione finale della questione ebraica (in lingua tedesca: Endlösung der Judenfrage) fu un'espressione usata dai nazionalsocialisti a partire all'incirca dalla fine del 1940, per indicare dapprima gli spostamenti forzati e le deportazioni (definite: "evacuazioni") della popolazione ebraica allora residente nei territori controllati dalla Wehrmacht e poi, dall'agosto del 1941 in poi, lo sterminio sistematico e organizzato della medesima popolazione, oggi universalmente chiamato Shoah o Olocausto. Se da un lato l'espressione poteva fungere da eufemismo con lo scopo di "mimetizzare" il genocidio sia in ambito interno che sul piano internazionale, dall'altro ne sottintendeva la giustificazione ideologica dato che appunto presupponeva una "questione ebraica".

## Fasi dellasoluzione finale
Il violento antisemitismo del Partito Nazionalsocialista Tedesco dei Lavoratori si sviluppò in diverse fasi. I primi provvedimenti erano tesi ad escludere gli ebrei dalla vita pubblica e costringerli all'emigrazione, rendendo il territorio tedesco judenfrei (libero da ebrei).
La causa principale di questo comportamento "moderato" da parte del Partito fu dovuto alle necessità di consolidamento del potere e di creazione del consenso popolare. Un comportamento troppo "radicale" avrebbe rischiato di alienare al nuovo regime le simpatie della popolazione e soprattutto degli industriali, essenziali per il progettato programma di riarmo tedesco.

### Le leggi di Norimberga e l'emigrazione
Giunti al potere nel 1933, Hitler e il NSDAP intrapresero una serie di successive misure tese ad escludere la popolazione ebraica dalla vita pubblica. La politica discriminatoria culminò con la promulgazione delle leggi di Norimberga, il 15 settembre 1935.
La propaganda nazista fomentò inoltre l'odio della popolazione "ariana" nei confronti degli ebrei attraverso un'ossessiva campagna di stampa - basti ricordare la rivista Der Stürmer edita da Julius Streicher - che sfociò nel 1938 nel violento pogrom scatenato dai nazisti e passato alla storia come la Notte dei cristalli.
La reazione della popolazione ebraica a questa tragica situazione fu, ove possibile, l'emigrazione, soluzione approvata ed incoraggiata dalle autorità tedesche che imposero comunque gravose condizioni economiche a coloro che decidevano di emigrare. La popolazione ebraica tedesca passò, tra il 1933 ed il 1938, dalle 560.000 alle 350.000 unità. L'annessione dell'Austria (Anschluss), avvenuta nel 1938, portò all'interno dei confini del Reich altri 220.000 abitanti di origine ebraica.

### Il progetto Madagascar

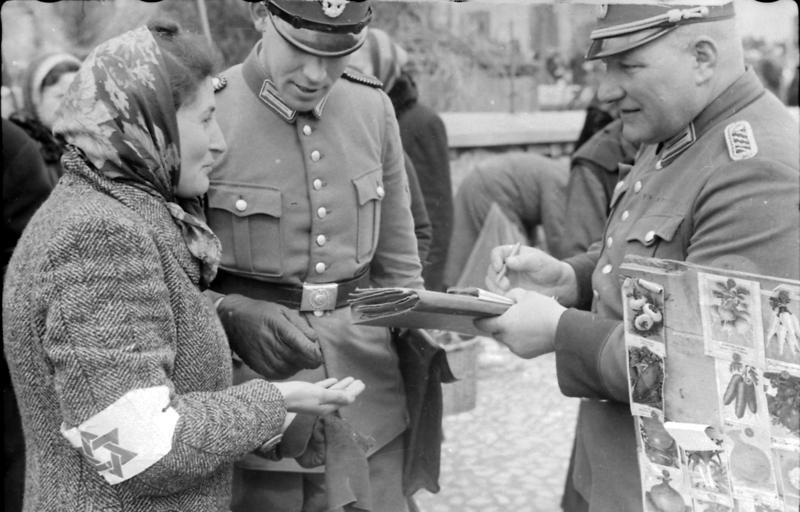
Polonia, maggio 1941: controllo dei documenti di una donna ebrea, in un mercato, da parte di due poliziotti tedeschi

Subito prima dello scoppio della seconda guerra mondiale venne posto allo studio un progetto per l'emigrazione forzata della popolazione ebraica sull'isola di Madagascar, allora colonia francese. Uno dei personaggi chiave del progetto Madagascar fu Adolf Eichmann, esperto di «problemi ebraici» e di trasferimenti forzati di popolazione.
Nonostante i numerosi colloqui diplomatici intercorsi tra Germania e Francia non si arrivò ad una soluzione anche a causa del raffreddamento dei rapporti tra i due stati nell'imminenza della guerra. Dopo la conquista tedesca della Francia e il successivo armistizio nel giugno 1940 il progetto tornò in auge. La Germania intendeva trasformare il Madagascar in una sorta di immenso ghetto per ebrei che sarebbero stati forzatamente trasferiti a loro spese.
Il previsto trasferimento via nave, però, presentò fin dall'inizio insormontabili difficoltà tecniche dovute al dominio dei mari della Gran Bretagna, in guerra con la Germania. Nonostante queste difficoltà il progetto continuò ad essere sviluppato ed ampliato fino alle successive decisioni scaturite dalla Conferenza di Wannsee.

### In Etiopia
Nel 1938 Benito Mussolini propose a Hitler la creazione di un territorio autonomo ebraico in Etiopia – allora occupata dall'Italia – nel quale trasferire gli ebrei d'Europa, sul modello della sovietica Oblast' autonoma ebraica. Avrebbe dovuto sorgere in una regione etiope già abitata da ebrei, quella dei Falascia. Non è noto se Hitler avesse già preso in considerazione un progetto analogo.

### I ghetti orientali

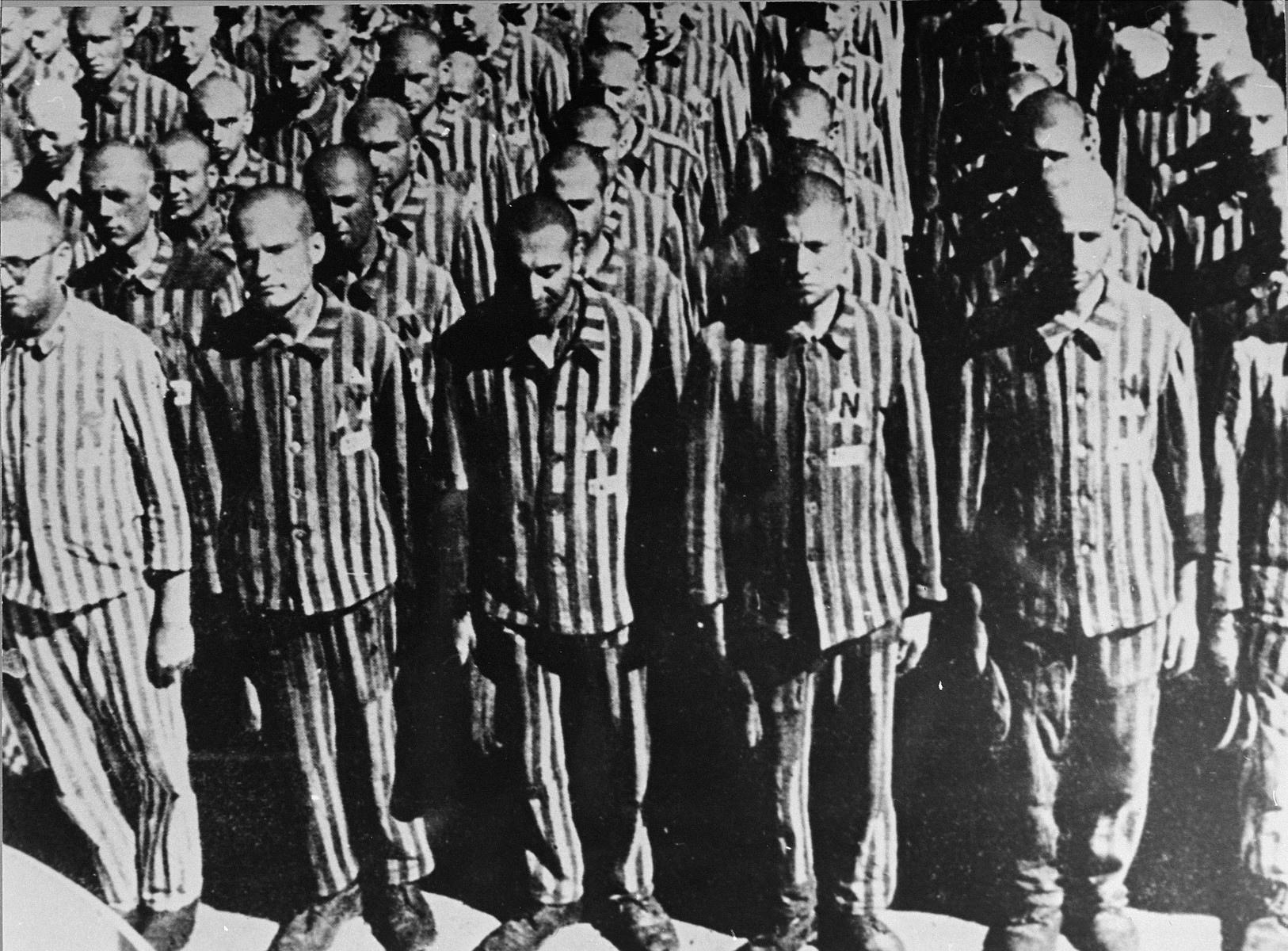
28 febbraio 1941, lager di Buchenwald: Deportati ebrei olandesi (riconoscibili dalla lettera N di Niederlande, Paesi Bassi in tedesco, appuntata sul petto) all'appello quotidiano

La successiva conquista di Polonia, Belgio, Paesi Bassi, Francia, Danimarca e Norvegia da parte delle armate tedesche ampliò ulteriormente il problema ebraico. Contemporaneamente al progetto Madagascar, di difficile realizzazione pratica, venne studiata ed attuata la deportazione degli ebrei verso i territori del Governatorato Generale, un'unità amministrativa non direttamente annessa al Reich, in modo da rendere il territorio tedesco judenfrei.
Tutti gli ebrei trasferiti dall'Europa occupata, inclusi quelli polacchi, avrebbero dovuto essere concentrati in grandi ghetti in vista di una futura "soluzione definitiva". La soluzione dei ghetti confliggeva infatti con uno dei pilastri ideologici del nazismo: lo "spazio vitale" (Lebensraum) da conquistarsi ad oriente per essere occupato da coloni "ariani": la presenza di ebrei, "razzialmente impuri", avrebbe causato difficoltà al loro progetto.

### L'invasione dell'Unione Sovietica e leEinsatzgruppen
Nel 1941, con la preventivata invasione dell'Unione Sovietica, le autorità tedesche si trovarono a dover progettare una "soluzione" per i milioni di ebrei residenti nelle immense regioni russe. La ghettizzazione avrebbe presentato gravi problemi a causa dell'elevato numero di ebrei da rinchiudere.
Nel marzo 1941 Hitler ordinò ad Himmler di organizzare speciali reparti di SS (Einsatzgruppen) che, agendo sotto l'esclusiva autorità del Reichsführer, avrebbero dovuto seguire le truppe tedesche in avanzata ed eliminare mediante fucilazione tutti gli ebrei e comunisti che avessero incontrato.
Il 22 giugno 1941, con l'avvio dell'Operazione Barbarossa, i progetti si trasformarono in realtà. Le Einsatzgruppen, completamente svincolate dall'autorità dell'esercito tedesco, iniziarono le loro "operazioni" che si tradussero in un numero imprecisato di morti (molti storici considerano 1.300.000 - 1.500.000 vittime)

### La conferenza di Wannsee
(Dal protocollo di Wannsee del 20 gennaio 1942)
I tedeschi concentrarono la popolazione ebrea nei ghetti, e successivamente nei campi di concentramento, per il loro sfruttamento col lavoro schiavistico e per lo sterminio sistematico.
La conferenza di Wannsee, che ebbe luogo nei pressi dell'omonimo lago, vicino a Berlino, il 20 gennaio 1942, fu una discussione condotta da un gruppo di ufficiali per decidere le modalità della "soluzione finale della questione ebraica". L'incontro è noto per essere stata la prima discussione della "soluzione finale" tra funzionari nazisti. Della conferenza fu redatto un verbale da Adolf Eichmann seguendo le istruzioni di Reinhard Heydrich che venne distribuito in trenta copie delle quali ci è pervenuta una sola minuta (la sedicesima del lotto) appartenente a Martin Luther, sottosegretario del Ministero degli Esteri.
Gran parte del mondo dà al risultato della "soluzione finale" il nome di Olocausto; molti ebrei e anche non ebrei, invece, preferiscono il termine ebraico Shoah (השואה), o "calamità", a causa delle origini etimologiche del termine 'olocausto', che significa 'offerta sacrificale completamente bruciata'.

## Dibattito storiografico circa le origini della «soluzione finale»
Esiste ancor oggi un considerevole dibattito tra gli storici sul periodo esatto nel quale i vertici nazionalsocialisti decisero lo sterminio della popolazione ebraica europea. La conferenza di Wannsee del gennaio 1942 fu considerata nell'immediato dopoguerra il punto di origine e la pietra miliare della «soluzione finale». Tale interpretazione è stata successivamente rivista in considerazione del fatto che alla Conferenza parteciparono figure di secondo piano che non avrebbero potuto decidere autonomamente il genocidio, stimato nel corso dell'incontro in oltre 11 milioni di individui. A proposito del protocollo redatto nel corso della Conferenza e che ne tratteggia sinteticamente lo svolgimento lo storico Mark Rosemann afferma:
La maggior parte degli storici sono concordi nel porre la decisione di dare avvio ad una «soluzione finale» nell'anno 1941, anche se lo specifico periodo varia considerevolmente (tra il marzo e il dicembre). Non esistono prove incontrovertibili dato che non è mai stato trovato un ordine scritto firmato da Hitler e che, forse, tale ordine non è mai esistito. La precedente Aktion T4 (il programma di uccisione dei disabili tedeschi) aveva mostrato ad Hitler come il popolo tedesco non fosse «ancora pronto» per le sue radicali politiche, tanto che questo programma dovette essere bloccato nel maggio 1941 in seguito alle numerose proteste. In questo caso Hitler aveva firmato un documento segreto, poi ritrovato, per dare una parvenza di legalità all'operazione del quale, però, si era successivamente lamentato, temendo che si potesse collegare la sua figura al programma. Tale timore può aver influito sulla decisione di non lasciare nessuna traccia scritta, limitandosi ad ordini verbali, e di utilizzare, nel caso della «soluzione finale», un linguaggio circonvoluto e burocratico teso a nascondere alla maggior parte della popolazione tedesca ed all'estero quello che stava realmente accadendo.